# 名前を呼ぶよ (ラックライフの曲)
『名前を呼ぶよ』（なまえをよぶよ）は、日本のロックバンド・ラックライフのメジャー1作目のシングル。2016年5月11日にLantisから発売された。

## 概要
結成から11年を経て実現したメジャーデビューシングルで「変わらない空」から約9か月振りのリリース。本作の発売は2016年1月23日に横浜BAYSISで行われたライブで発表された。ヴォーカルのPONは前年（2015年）のクリスマスにメジャーデビュー決定を知り、そこから10日間で3曲を作ったという。
表題曲「名前を呼ぶよ」は、テレビアニメ『文豪ストレイドッグス』エンディングテーマ。第2シーズンでは最終回のエンディングテーマとしても使用された。PONは制作に際し、「原作を読んでみたらバチバチのバトル漫画だったけど、あるキャラクターのセリフが、自分にもバンドにもすごく重なる部分があった。そこをきっかけに自分が考えてることを曲に盛り込んだ。」と述べている。

## 収録曲
（全作詞・作曲：PON、編曲：ラックライフ） 
1. 名前を呼ぶよ
テレビアニメ『文豪ストレイドッグス』エンディングテーマ
2. ブレイバー
3. ストレンジマン

## レコ発ツアー
本作の発売を記念して、「名前を呼ぶよ」レコ発ツアーが東京・名古屋・大阪の3都市で開催された。各公演ごとにゲスト出演したバンドが異なっており、「（バンド名）を呼ぶよ」というサブタイトルが付いていた。
| 開催日 （2016年） | 会場 （所在地）                     | ゲスト     |
| ----------------- | ----------------------------------- | ---------- |
| 6月24日           | shibuya eggman （東京都渋谷区）     | ユビキタス |
| 7月2日            | CLUB ROCK'N ROLL （愛知県名古屋市） | Dr.DOWNER  |
| 7月9日            | OSAKA MUSE （大阪府大阪市）         | ORESKABAND |